# 疊羅漢

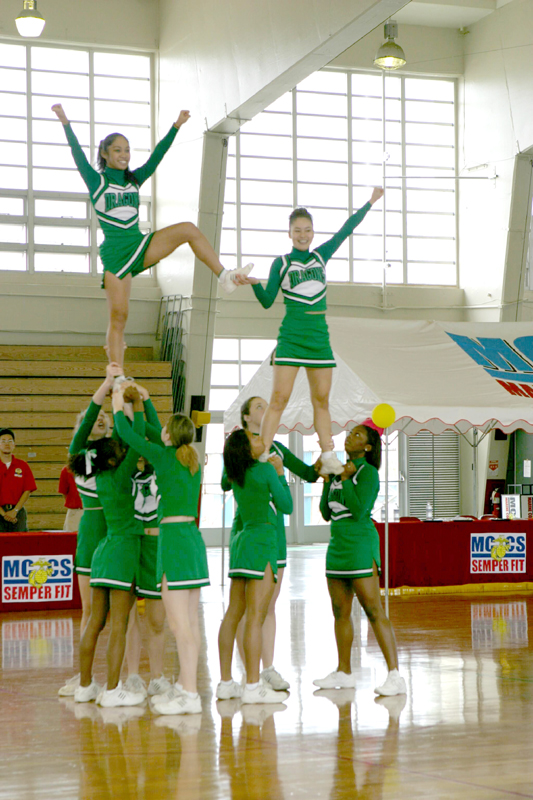
啦啦隊表演

疊羅漢是一種遊戲、體育活動或表演，由最少兩人層層疊起身體，形成各種樣式。一般常出現於馬戲團特技表演、啦啦隊表演、舞蹈表演以及电视综艺节目等之中。通常由體重較重、力氣較大、背部較寬的人在下，支撐起體重較輕的人。
在加泰罗尼亚將疊羅漢視為民族體育活動，傳說古代與法國戰爭時，曾以此法扔炸彈至敵方城牆內，為紀念此舉，因此一直是當地重要的表演活動。

## 意外
疊羅漢是一項高危險的活動，上面的人如果跌落可能造成擦傷、骨折甚至死亡，下面的人則可能因為難以支撐而造成肌肉傷害。因此有部分地區禁止進行此項活動。